# Cristo in gloria con santi e Odoardo Farnese
Cristo in Gloria con santi ed Odoardo Farnese (o per esteso Cristo in Gloria con i santi Pietro, Giovanni Evangelista, Maria Maddalena, Ermenegildo, Edoardo ed Odoardo Farnese) è un dipinto di Annibale Carracci.

## Storia
Il dipinto fu eseguito a Roma da Annibale su incarico di Odoardo Farnese (che compare nella composizione). Fu poi collocato nell'eremo di Camaldoli da dove, sul finire del Seicento, venne portato a Firenze da Ferdinando II de' Medici, nella sua sede attuale.
La datazione del Cristo in gloria è oggetto di una disputa critica dipendente anche dalle diverse interpretazioni del suo significato.
Per una parte della critica, infatti, il dipinto sarebbe espressione delle mire di Odoardo Farnese sul trono di Inghilterra, basate sulla discendenza dai Lancaster da parte di sua madre Maria d'Aviz di Portogallo.
Questo, in particolare, è il senso – secondo questa chiave interpretativa – della presentazione del cardinale Odoardo fatta a Cristo da sant'Edoardo, eponimo del cardinale, ma soprattutto primo re di Inghilterra.
Anche la presenza di sant'Ermenegildo, altro santo re, sul lato opposto della tela, andrebbe letta in questo senso. Per sant'Ermenegildo, infatti, nutriva particolare devozione Filippo II di Spagna, parente per via paterna di Odoardo Farnese. La presenza di questo santo, quindi, alluderebbe ai legami di sangue dei Farnese con la casa d'Asburgo e avrebbe la funzione di fornire un ulteriore elemento di legittimazione alle pretese dinastiche di Odoardo Farnese.
Per la tesi che attribuisce questo significato al dipinto della Galleria Palatina esso è necessariamente antecedente al definitivo sfumare delle mire inglesi del cardinal Farnese (tramontate all'inizio del 1600) e, anche per ragioni stilistiche, la datazione del dipinto è collocata tra il 1597 e il 1598.

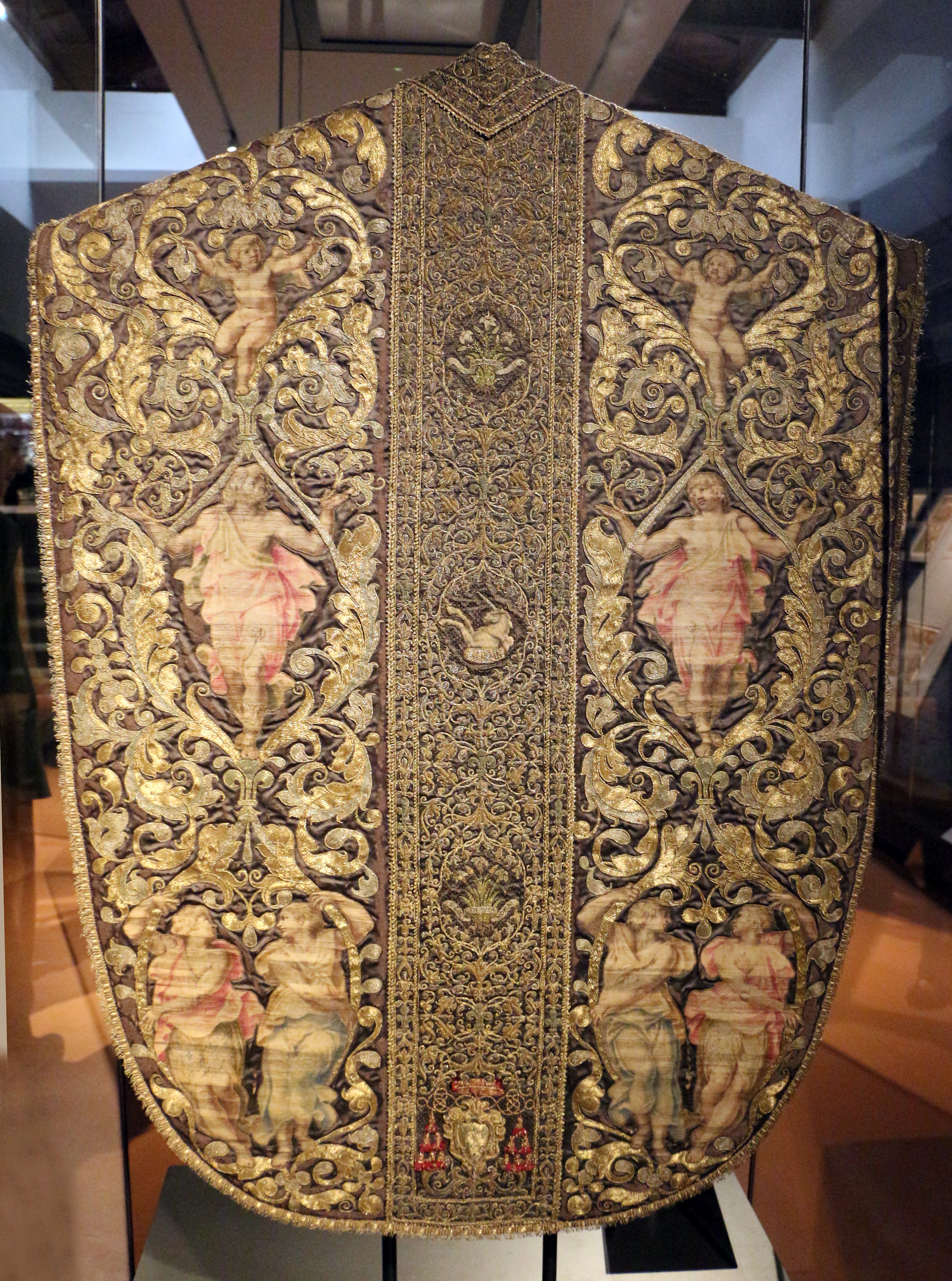
Pianeta di Odoardo Farnese (verso), Firenze, Museo dell'Opera del Duomo

Secondo altra lettura, invece, il Cristo in gloria di Annibale si limiterebbe a celebrare il conferimento ad Odoardo del titolo di Protector del regno di Inghilterra, nomina da lui ottenuta nel febbraio del 1600. In base a questa seconda lettura la tela fiorentina andrebbe datata allo stesso anno di questa nomina o poco dopo.
Egualmente disputata è la destinazione iniziale del quadro.
Se è indubbio, infatti, che ad un certo punto il dipinto è stato collocato nell'Eremo di Camaldoli, dove Odoardo Farnese aveva edificato una cappella, non è certo se questa sia sempre stata la destinazione della tela, ovvero se essa vi sia giunta in un momento successivo.
Per la tesi che vuole il dipinto manifestazione delle ambizioni regali di Odoardo, l'invio a Camaldoli sarebbe avvenuto qualche tempo dopo l'esecuzione dell'opera, cioè quando le sue possibilità di diventare re di Inghilterra erano definitivamente venute meno ed egli ritenne inopportuno che il quadro potesse essere ancora visto a Roma: di qui la decisione di “occultarlo” in una località periferica.
Per la tesi contraria, il dipinto sarebbe stato concepito sin dall'origine per essere inviato a Camaldoli, come dimostrerebbe il fatto che nella composizione compare la Maddalena: la cappella farnesiana dell’Eremo, infatti, era dedicata a questa santa, la cui presenza testimonierebbe, pertanto, che la tela sia stata eseguita proprio allo scopo di adornare la cappella.
All'esecuzione di questo dipinto sono verosimilmente connessi anche due splendidi paramenti sacri, una pianeta e un paliotto (anch'essi ora a Firenze, presso il Museo dell'Opera del Duomo) egualmente provenienti dall'Eremo di Camaldoli.
La committenza farnesiana di questo corredo sacro è indubbia, come attesta la presenza di simboli della casata quali i gigli e l'unicorno, ma il riconoscimento della spettanza ad Annibale della loro decorazione non è stata immediata: inizialmente si pensò a Francesco Salviati o Perin del Vaga, artisti che alcuni decenni prima, come Annibale, avevano lavorato al servizio dei Farnese.
Tuttavia, la presenza sulla pianeta (recto) sia di sant'Edoardo che di sant'Ermenegildo (oltre ad alcune riconsiderazioni stilistiche) hanno, infine, indotto a ritenere questo corredo intimamente connesso alla tela di Palazzo Pitti (riconoscendone contestualmente l'autografia del Carracci). In questa chiave i due manufatti tessili, insieme al dipinto, furono il frutto di un'unica commissione di Odoardo Farnese ad Annibale, complessivamente finalizzata alla dotazione della cappella camaldolese.

## Descrizione e stile

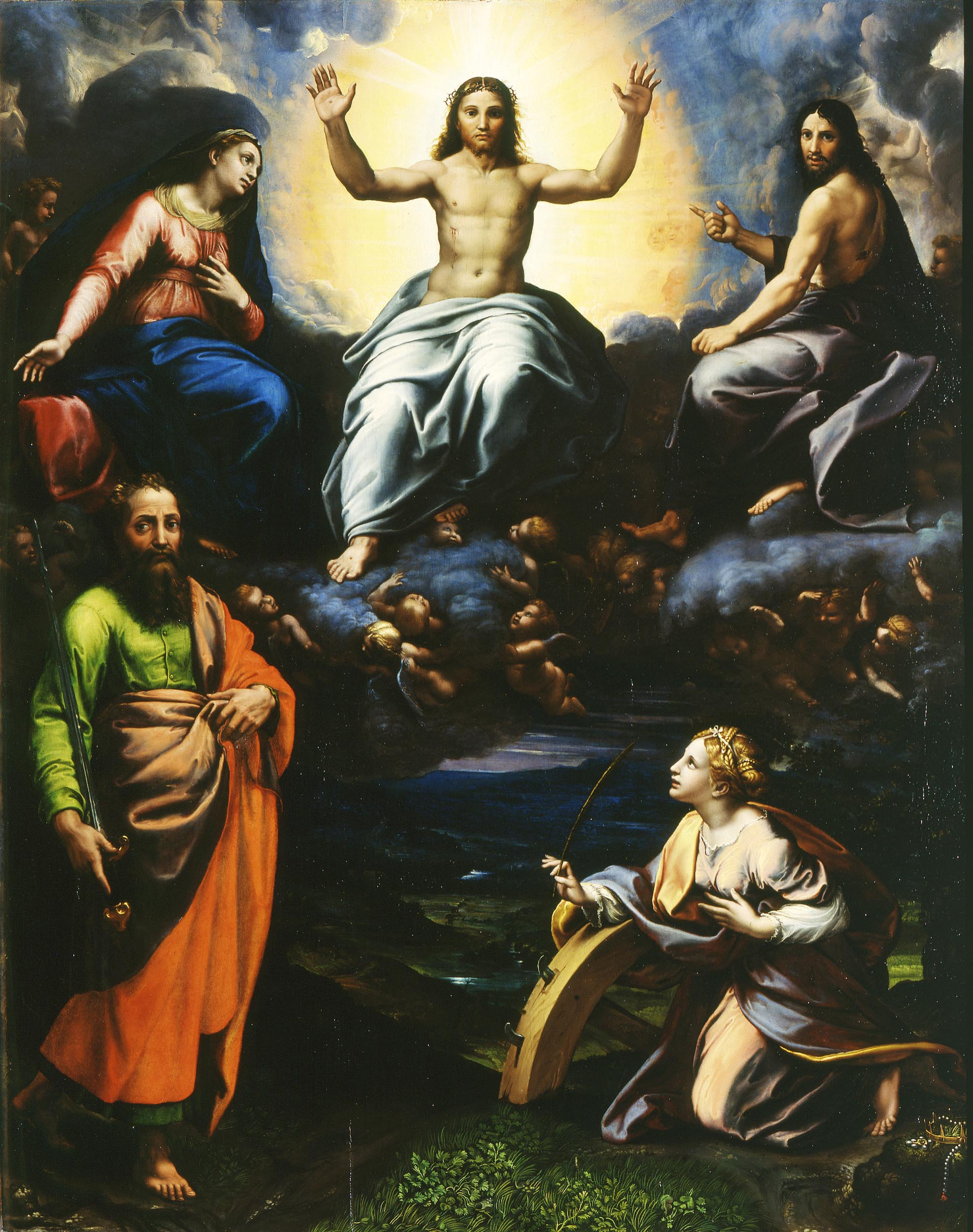
Giulio Romano, Deesis tra i santi Paolo e Caterina, 1520 ca., Parma, Galleria nazionale

Nella parte alta della tela Cristo in gloria, tra san Pietro e san Giovanni evangelista, accoglie l'intercessione del gruppo di santi sottostanti a favore del cardinale Farnese in posizione orante.
Questa parte del dipinto si rifà, sul piano compositivo, al quadro di Giulio Romano raffigurante la Deesis tra i santi Paolo e Caterina (Galleria nazionale di Parma), dipinto a sua volta derivante da un disegno di Raffaello. Questa tela, che per molto tempo venne ritenuta dello stesso Raffaello, si trova a Parma probabilmente sin dalla sua realizzazione e lì fu vista da Annibale.
La composizione del Carracci si staglia contro una veduta della basilica di San Pietro (non ancora del tutto completata, manca, infatti, la lanterna della Cappella Clementina): è un probabile auspicio del ritorno dell'Inghilterra al cattolicesimo.
Al centro della composizione, in secondo piano, si vede una persona che incede carponi. Figura che allude ad uno dei miracoli di sant'Edoardo che, secondo la sua leggenda agiografica, guarì uno storpio, divenendo patrono di questi ammalati.
Oltre al rimando a Raffaello si è colta nel dipinto ancora una forte influenza del Correggio: è un elemento che gran parte della critica ritiene probante ai fini di una datazione dell’opera al 1597-1598, cioè ad un periodo in cui le reminiscenze dell’Allegri non sono state ancora del tutto sostituite dai nuovi stimoli romani.
Non tutti gli studiosi, però, condividono l’idea di un definitivo abbandono da parte di Annibale del riferimento correggesco (e settentrionale in genere) con il protrarsi del suo soggiorno romano e quindi non ritengono la percepibilità di queste derivazioni incompatibile con una datazione del Cristo in gloria fiorentino successiva di qualche anno.
Non sarebbe estranea al dipinto nemmeno l'ascendenza classica. Secondo alcuni autori, infatti, il volto della Maddalena (a sinistra nella tela) sarebbe una ripresa della statua di Niobe, facente parte del celebre gruppo dei Niobidi di proprietà dei Medici (da Roma poi trasferito agli Uffizi). Volto riprodotto da Annibale in uno dei suoi disegni più famosi e citato anche in altri dipinti.
Un notevole disegno preparatorio della parte alta della tela di Palazzo Pitti si trova a Lille nel Palais des Beaux-Arts.
È stato osservato, infine, che il busto del cardinale Bellarmino del Bernini sarebbe una derivazione della figura di Odoardo Farnese in posa orante nella tela di Annibale: le due figure, infatti, mostrano un'identità di posizione e di atteggiamento che non appare casuale.

## Altre immagini

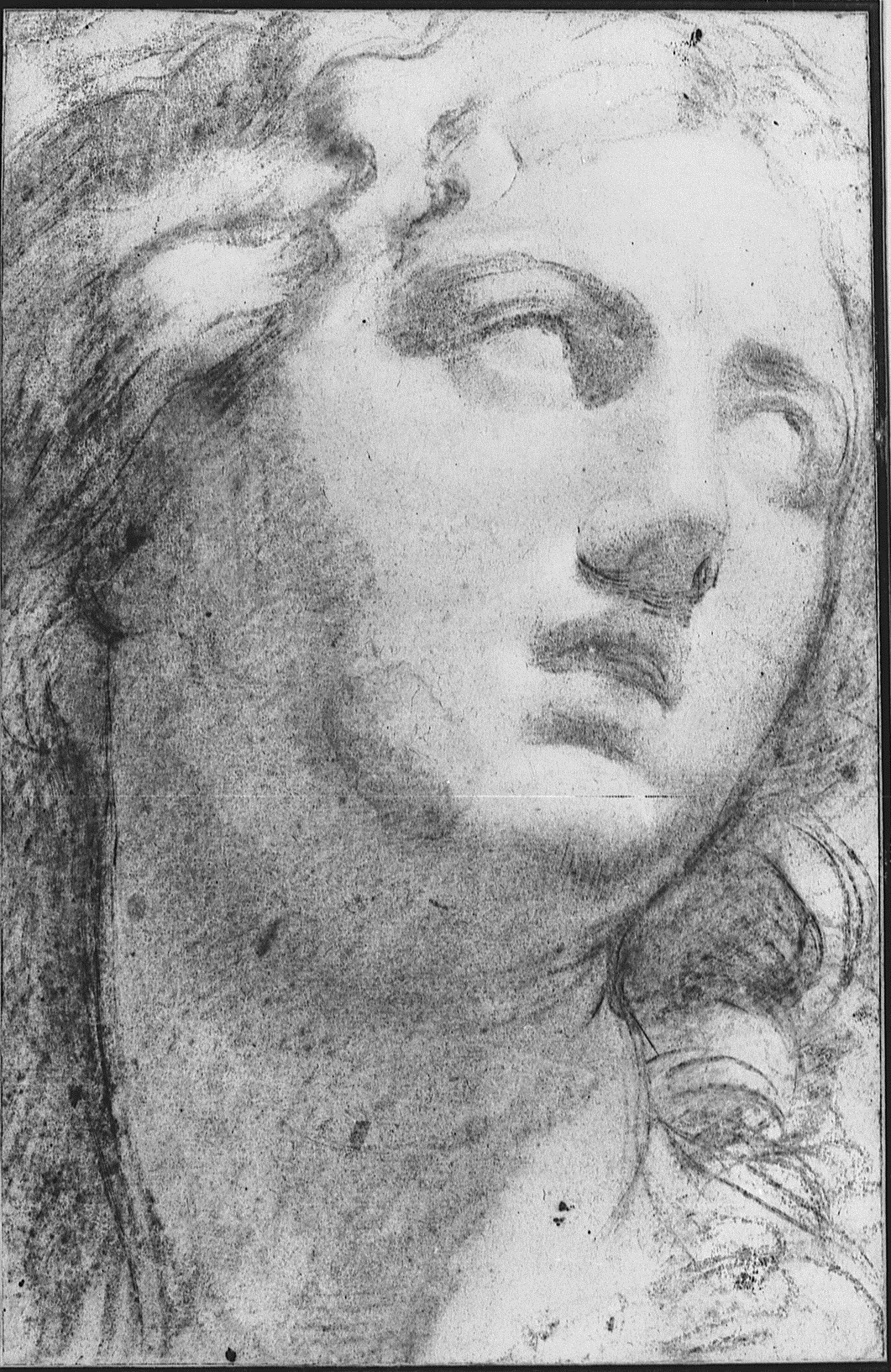
Annibale Carracci, Niobe, 1595-1598, Castello di Windsor, Royal Collection
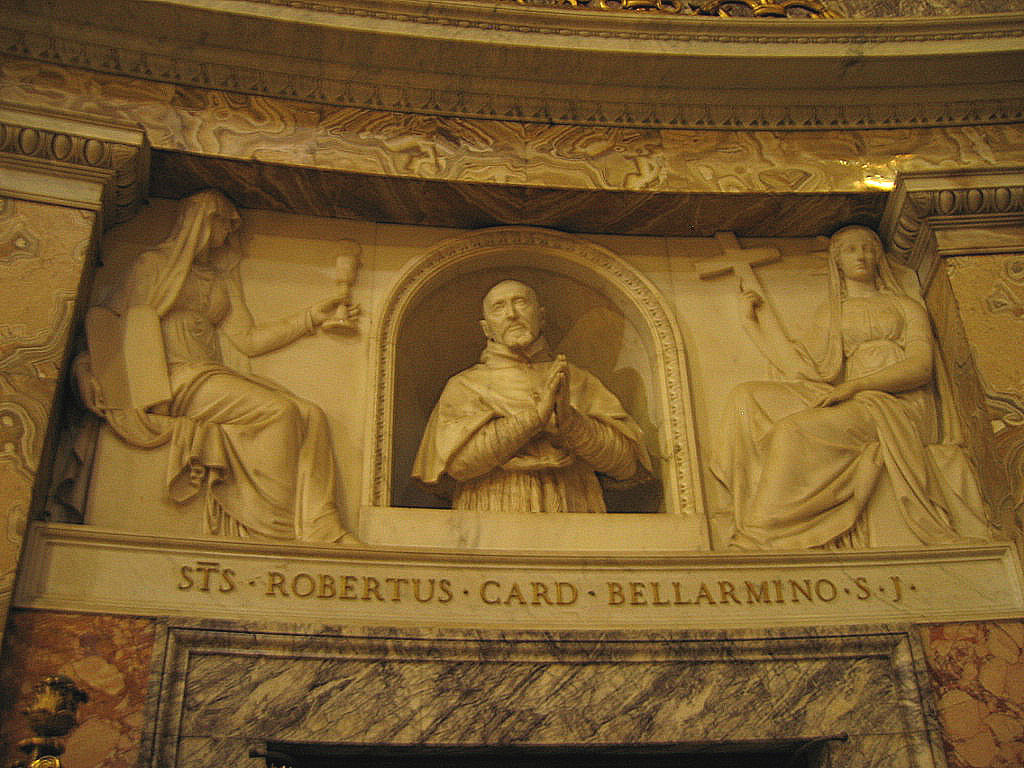
Gian Lorenzo Bernini, Busto del cardinale Roberto Bellarmino, 1621-1624, Roma, Chiesa del Gesù